# Тарихи Кадырга
Тарихи Кадырга (осман. تاریخی قادرغا‎ — «историческая галера») — османская галера, построенная в конце XVI — начале XVII века для использования османскими султанами в прибрежных водах. Это единственная сохранившаяся оригинальная галера в мире, которая имеет самый старый в мире постоянно поддерживаемый деревянный корпус.

## Дизайн
Тарихи Кадырга составляет 39,64 метра (130 фута) в длину и 5,72 метра (19 фута) в ширину. Она оснащена 24 веслами для 144 гребцов в команде. У неё было две мачты, но они были удалены.
На носу галеры установлены украшения, покрытые сусальным золотом. На корме установлена надстройка-киоск для султана и его окружения.

## История
Точная дата постройки Тарихи Кадырга неизвестна. Предполагается, что она была построена в Стамбуле во времена правления либо султана Мурата III (1574—1595), либо султана Мехмета IV (1648—1687), что подтверждается радиоуглеродным датированием и дендрохронологическими исследованиями. Корабль эксплуатировался до правления султана Махмута II (1808—1839).
Первое упоминание о галере датируется 1861 годом, когда стамбульская газета «Шехбаль» (осман. شهبال‎) заявила, что она была описана французским военно-морским архитектором. В 1885 году корабль подвергся капитальному ремонту по приказу султана Абдулхамида II, в ходе которого были заменены доски ниже ватерлинии, а сам корабль был переоснащён. Галера хранилась во дворце Топкапы до 1913 года, после чего её перевели в Военно-морской арсенал в Касымпаше.
К 1923 году она находилась в аварийном состоянии, а фотографии, опубликованные в The Mariner’s Mirror, свидетельствовали о повреждении её шпунтов и обшивки. Однако к 1939 году другая фотография, опубликованная в журнале National Geographic Magazine, показала, что её состояние улучшилось. Киоск был восстановлен В 1944 году был восстановлен киоск, ав 1950 году — корпус. Во время этой реставрации некоторые украшения на корпусе галеры были перекрашены членами художественного факультета Стамбульского университета. Она оставалась в Касымпаше до 1956 года, когда её снова перевели, теперь уже в Бешикташ, где она оставалась до своего последнего переезда в 1970 году. Её перевезли на барже в Стамбульский военно-морской музей. В 1982 и 1983 годах была проведена очередная реставрация, включавшая замену декоративных элементов и перекраску всего корабля.

## Галерея

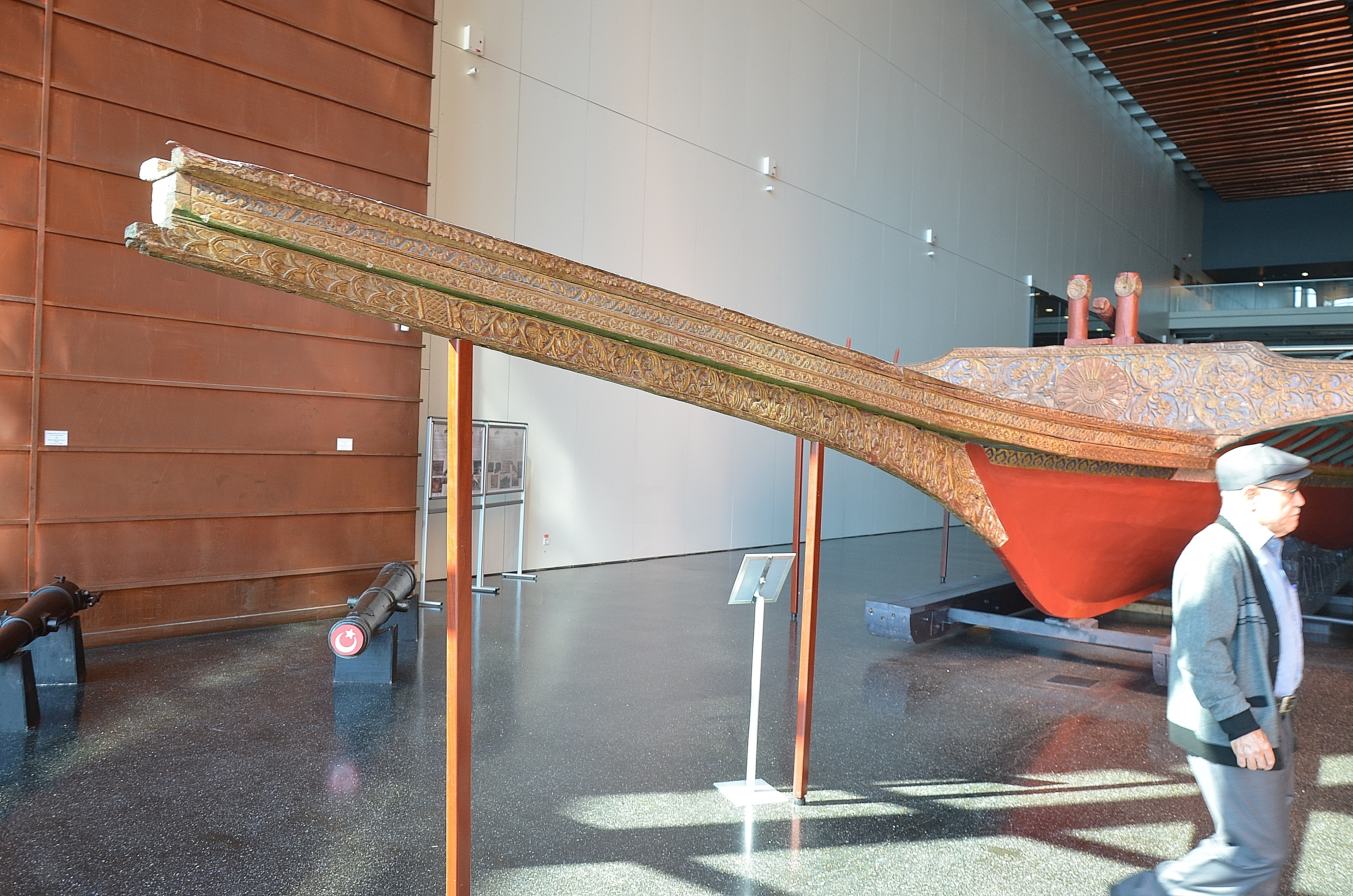
Бант украшен символами звезды, полумесяца, солнца, стилизованными листьями и цветами.
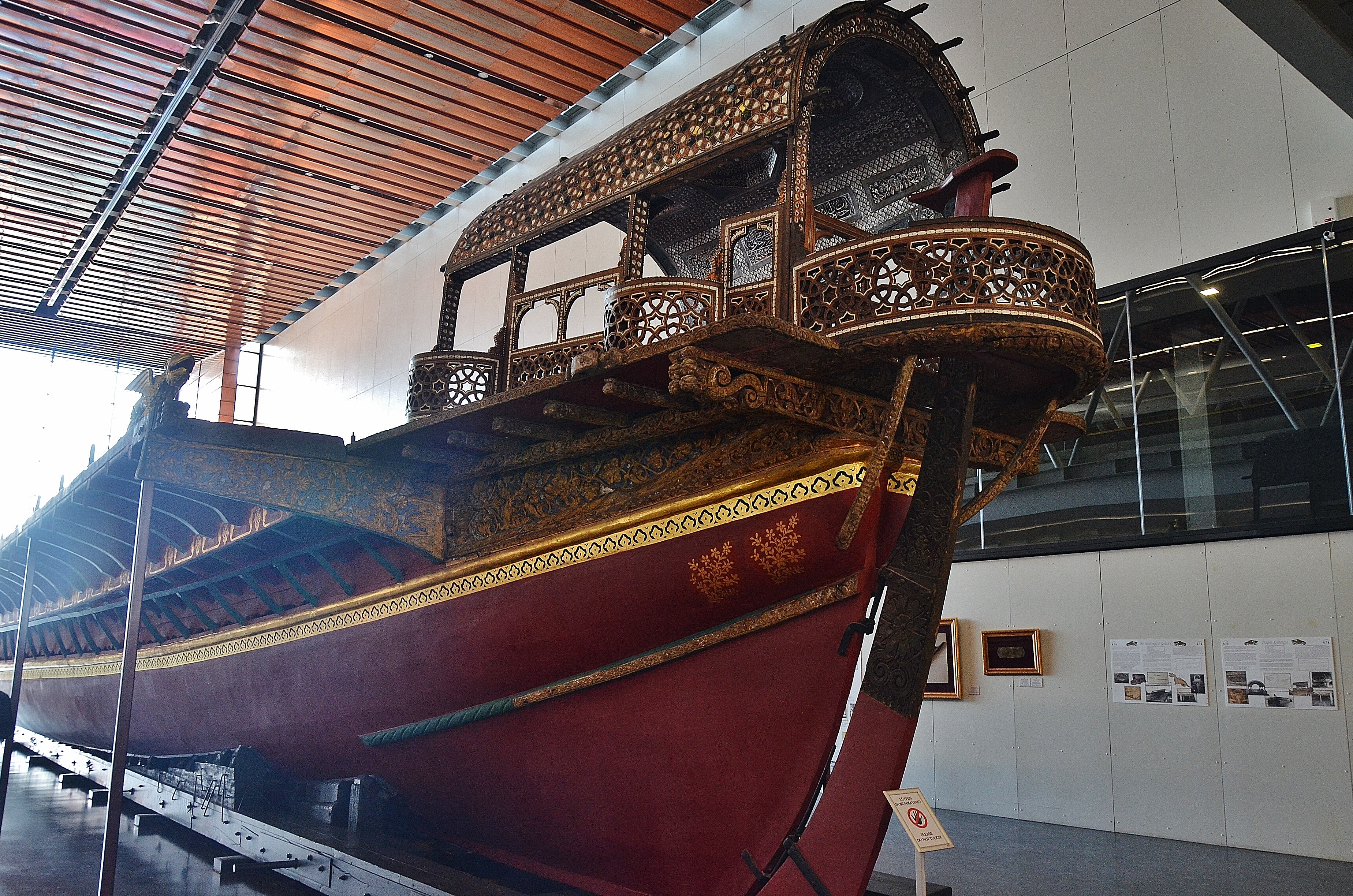
Вид на корму с орнаментированным киоском.
Скамьи для гребцов
Крупный план украшения под киоском
Одна из двух резных фигурок василиска